# جدار الألب

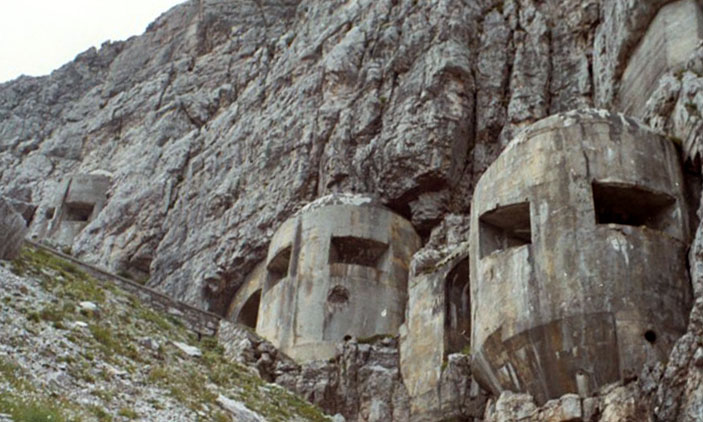
أحد التحصينات

جدار الألب Alpine Wall (بالإيطالية Vallo Alpino) هو نظام من التحصينات العسكرية على طول الحدود الشمالية الإيطالية، شيد في سنوات الحرب العالمية الثانية تحت حكم موسوليني. وكان ذلك الخط الدفاعي يواجه فرنسا وسويسرا ويوغوسلافيا والنمسا.
ويشبه خط الألب ذلك في مفهومه خط ماجينو الفرنسي وخط سيغفريد الألماني والحاجز الوطني السويسري.
وكانت الأرض الحدودية في شمال إيطاليا في معظمها أراضي جبلية يسهل الدفاع عنها، غير انه في السنوات التي سلفت الحرب العالمية الثانية توترت العلاقة بين إيطاليا وجيرانها. حتى في علاقتها بحليفتها ألمانيا كانت إيطاليا قلقة من طموحات ألمانيا في المنطقة الناطقة بالألمانية بولزانو بوزن.
ونظرا للطبيعة الجبلية للحدود الشمالية اقتصرت الدفاعات على الممرات ومراكز المراقبة في المواقع السهل الوصول إليها.